# Ребнер, Адольф
Адольф Франклин Ребнер (нем. Adolf Franklin Rebner; 21 ноября 1876, Вена — 19 июня 1967, Баден-Баден, Баден-Вюртемберг) — немецкий скрипач и альтист. Отец Вольфганга Эдуарда Ребнера.

## Биография
Окончил Венскую консерваторию (1891), ученик Якоба Грюна; затем совершенствовал своё мастерство в Париже под руководством Мартена Марсика. С 1896 года концертмейстер оркестра Франкфуртской оперы, одновременно с 1904 года профессор Консерватории Хоха (где среди его учеников были Отмар Герстер, Пауль Хиндемит, Вальтер Леберман). Концертировал как солист, гастролировал в Германии, Италии, Испании, Франции, Бельгии, в 1905 году выступил с гастролями в Лондоне (аккомпанировал ему Перси Грейнджер), вызвав одобрительный отзыв критики. В 1933 году, в связи с еврейским происхождением, был уволен из консерватории. Эмигрировал сперва в Австрию, а после аншлюса в 1939 году перебрался в Цинциннати, откуда обратился за помощью к Арнольду Шёнбергу; ответное письмо Шёнберга, призывающее Ребнера ждать и не отчаиваться, приобрело в дальнейшем известность. Вернулся в Германию по окончании Второй мировой войны.
Наибольшую известность Ребнер приобрёл как ансамблист. Сперва он играл на альте в струнном квартете Гуго Хеермана (вместе с Фрицем Бассерманом и Хуго Беккером), а с 1906 года руководил собственным квартетом, в котором в разное время играли его ученики Пауль Хиндемит и Вальтер Дависсон, виолончелисты Иоганнес Хегар и Мауриц Франк и другие. Квартет, среди прочего, впервые исполнил ранние струнные квартеты Хиндемита (а лично Ребнер, с пианисткой Эммой Люббеке-Йоб, — ещё и сонату для скрипки и фортепиано, 1919), хотя сам Хиндемит и жаловался на то, что его старший коллега слишком привержен Людвигу ван Бетховену. Кроме того, Ребнер выступал в составе Франкфуртского трио с Хегаром и пианистом Джеймсом Квастом (а позднее с его учеником Карлом Фридбергом).